# In Your Own Sweet Time
Albums de The Fratellis
Eyes Wide, Tongue Tied
(2015)
Singles
1. The Next Time We Wed
Sortie : 3 novembre 2017
2. Stand Up Tragedy
Sortie : 29 novembre 2017
3. I've Been Blind
Sortie : 12 janvier 2018
4. Starcrossed Losers
Sortie : 8 février 2018

In Your Own Sweet Time est le cinquième album studio du groupe écossais de rock indépendant The Fratellis publié le 16 mars 2018 sur le label Cooking Vinyl.

## Liste des chansons
Toutes les chansons sont écrites et composées par Jon Fratelli, sauf si annotation.
| No  | Titre                   | Auteur                    | Durée |
| --- | ----------------------- | ------------------------- | ----- |
| 1.  | Stand Up Tragedy        |                           | 3:45  |
| 2.  | Starcrossed Losers      | Jon Fratelli, Will Foster | 4:31  |
| 3.  | Sugartown               |                           | 3:55  |
| 4.  | Told You So             |                           | 4:02  |
| 5.  | The Next Time We Wed    |                           | 3:24  |
| 6.  | I've Been Blind         |                           | 3:14  |
| 7.  | Laughing Gas            |                           | 4:05  |
| 8.  | Advaita Shuffle         |                           | 4:25  |
| 9.  | I Guess... I Suppose... |                           | 3:58  |
| 10. | Indestructible          |                           | 4:06  |
| 11. | I Am That               |                           | 6:55  |